# Barry Harris
Pour les articles homonymes, voir Harris.
Barry Harris, né le 15 décembre 1929 à Détroit et mort le 8 décembre 2021 à North Bergen (New Jersey), est un pianiste et enseignant américain de jazz de style bebop.

## Biographie
Né à Détroit dans le Michigan, Barry Harris a été influencé par Art Tatum, Coleman Hawkins, Bud Powell, Charlie Parker et Thelonious Monk. Il a quitté Detroit pour New York en 1960.
Harris a joué avec Cannonball Adderley, Illinois Jacquet, Coleman Hawkins, Dexter Gordon et Max Roach. Il a enregistré plus de 14 albums sous son nom.
Barry Harris apparaît dans le documentaire de 1989 Thelonious Monk: Straight, No Chaser (produit par Clint Eastwood) où il joue des duos avec Tommy Flanagan. Pendant les années 1970, Barry Harris a vécu avec Monk et sa famille dans la maison du New Jersey de Baroness Pannonica de Koenigswarter.
Dans les années 1980, Barry Harris a créé une institution unique, le Jazz Cultural Theater dans ce qui était auparavant un restaurant sur la 8e avenue près de la 23e rue à Manhattan. C'est dans ce lieu qu'il enseigne, se produit et enregistre notamment son album For the Moment. Il a, entre autres, comme élève la chanteuse de jazz Lauren Henderson.
Son approche du jazz est novatrice et théorise des matériaux utilisés par Bud Powell, Joseph Schillinger, George Gershwin, et même Frédéric Chopin.
En 2000, il a été le sujet du film Barry Harris - Spirit of Bebop.
Il meurt le 8 décembre 2021 à North Bergen, dans le New Jersey, à une semaine de son 92e anniversaire, des suites de complications liées à la maladie à coronavirus.

## Discographie

### En tant que leader
- Breakin' It Up (Argo 1958)
- Barry Harris at the Jazz Workshop (Riverside 1960)
- Preminado (Riverside 1961)
- Listen to Barry Harris (Riverside 1961)
- Newer Than New (Riverside 1961)
- Chasin' the Bird (Riverside 1962)
- Luminescence! (Prestige, 1967)
- Bull's Eye! (Prestige, 1968)
- Magnificent! (Prestige, 1969)
- Vicissitudes (MPS, 1972)
- Barry Harris Plays Tadd Dameron (Xanadu, 1975)
- Live in Tokyo (Xanadu, 1976)
- Barry Harris Plays Barry Harris (Xanadu, 1978)
- For the Moment (Uptown, 1984)
- The Bird of Red and Gold (Xanadu 1989)
- Live at Maybeck Recital Hall - Volume Twelve (Concord 1991)
- First Time Ever (Evidence 1997)
- Live in New York (Reservoir Records, 2002)
- Live in Rennes (Plus Loin Music 2009)

### En tant que sideman
Avec Cannonball Adderley
- Them Dirty Blues (Riverside, 1960)

Avec Charlie Byrd
- Blues Sonata (Riverside, 1961)

Avec Donald Byrd
- Byrd Jazz (Transition, 1955) - aussi sorti sous le titre de First Flight (Delmark)

Avec Al Cohn
- Play It Now (Xanadu, 1975)
- Al Cohn's America (Xanadu, 1976)

Avec Sonny Criss
- Saturday Morning (Xanadu, 1975)

Avec Art Farmer et Donald Byrd
- 2 Trumpets (Prestige, 1956)

Avec Terry Gibbs
- Bopstacle Course (Xanadu, 1974)

Avec Benny Golson
- The Other Side of Benny Golson (Riverside, 1958)

Avec Dexter Gordon
- Clubhouse (Blue Note, 1965 - released 1979)
- Gettin' Around (Blue Note, 1965)
- The Tower of Power! (Prestige, 1969)
- More Power! (Prestige, 1969)
- True Blue - avec Al Cohn (Xanadu, 1976)
- Silver Blue avec Al Cohn (Xanadu, 1976)
- Biting the Apple (SteepleChase, 1976)

Avec Johnny Griffin
- White Gardenia (Riverside, 1961)
- The Kerry Dancers (Riverside, 1961–62)

Avec Coleman Hawkins
- Wrapped Tight (Impulse!, 1965)

Avec Louis Hayes
- Louis Hayes (Vee-Jay, 1960)

Avec Jimmy Heath
- Picture of Heath (Xanadu, 1975)

Avec Illinois Jacquet
- Bottoms Up (Prestige, 1968)

Avec Carmell Jones
- Jay Hawk Talk (Prestige, 1965)

Avec Thad Jones
- The Magnificent Thad Jones (Blue Note, 1956)

Avec Sam Jones
- Cello Again (Xanadu, 1975)
- Changes & Things (Xanadu, 1977)

Avec Clifford Jordan
- Repetition (Soul Note, 1984)

Avec Harold Land
- West Coast Blues! (Jazzland, 1960)

Avec Yusef Lateef
- Eastern Sounds (Moodsville, 1960)
- Into Something (New Jazz, 1961)
- Suite 16 (Atlantic, 1970)

Avec Earl May
- Swinging The Blues (Arbors, 2005)

Avec Charles McPherson
- Bebop Revisited! (Prestige, 1964)
- Con Alma! (Prestige, 1965)
- The Quintet/Live! (Prestige, 1966)
- McPherson's Mood (Prestige, 1969)
- Charles McPherson (Mainstream, 1971)
- Siku Ya Bibi (Day of the Lady) (Mainstream, 1972)
- Today's Man (Mainstream, 1973)
- Live in Tokyo (Xanadu, 1976)

Avec Billy Mitchell
- The Colossus of Detroit (Xanadu, 1978)

Avec Hank Mobley
- The Turnaround (Blue Note, 1965)

Avec James Moody
- Don't Look Away Now! (Prestige, 1969)

Avec Lee Morgan
- The Sidewinder (Blue Note, 1963)

Avec Dave Pike
- It's Time for Dave Pike (Riverside, 1961)

Avec Sonny Red
- Breezing (Jazzland, 1960)
- The Mode (Jazzland (1961)
- Images (Jazzland, 1961)

Avec Sonny Stitt
- Sonny Stitt (Argo, 1958)
- Burnin' (Argo, 1958)
- Tune-Up! (Cobblestone, 1972)
- Constellation (Cobblestone, 1972)
- 12! (Muse, 1972)

Avec Don Wilkerson
- The Texas Twister (Riverside, 1960)